# Ugyops planguncula
Ugyops planguncula är en insektsart som beskrevs av Ronald Gordon Fennah 1969. Ugyops planguncula ingår i släktet Ugyops och familjen sporrstritar. Inga underarter finns listade i Catalogue of Life.